# 窪園純一
窪園 純一（くぼぞの じゅんいち、1952年7月17日 - ）は、愛知県名古屋市出身の俳優。身長171cm。体重67kg。血液型はA型。宝井プロジェクト所属。

## 出演

### 映画
- マルサの女2（1988年） - 査察官
- 夢（1990年）
- あげまん（1990年） - 議員秘書
- まあだだよ（1993年） - 生徒
- スワロウテイル（1996年） - 刑事
- 四月物語（1998年） - タクシーの運転手
- あぶない刑事フォーエヴァー（1998年）
- クロスファイア（2000年） - 営業部長
- 宣戦布告（2002年） - 秘書
- ALIVE（2003年）
- 天使の牙B.T.A.（2003年）
- レディ・ジョーカー（2004年）
- ブラック会社に勤めてるんだが、もう俺は限界かもしれない（2009年） - 面接官
- 相棒 -劇場版II- 警視庁占拠! 特命係の一番長い夜（2010年） - 長谷川宗男の秘書

### テレビドラマ
- アイシテル〜海容〜 - 児童福祉士
- 逢いたい時にあなたはいない…
- あいつがトラブル
- 愛、ときどき嘘 - 高田医師 役
- 愛のソレア
- 相棒
  - season 2 - 法務省幹部
  - season 6 - 大東京印刷会社社員
  - season 7 - 官房長官
  - season 15 - 棚橋譲 役
- 赤い疑惑 ※デビュー作[1]
- 明日があるさ - タクシー運転手
- 安宅家の人々
- 熱い胸さわぎ
- ある日、嵐のように
- 美男ですね - 木島
- 市毛良枝の美女探偵シリーズ5
- 1リットルの涙
- イヴ
- 遺留捜査 第1シリーズ - フードシェア職長
- 医龍-Team Medical Dragon-2
- 医療捜査官 財前一二三2
- WATER BOYS - 唯野市教育委員長
- 美しい人 - 銀行員
- 美しい罠
- ウルトラマンガイア（1999年） - 報道特別番組出演者
- 永遠の君へ
- S -最後の警官- - 岸田航平 役
- 美味しんぼ
  - 新・美味しんぼ3
- 大江戸捜査網 平成版第1シリーズ
- おとうさん
- おとなの夏休み
- 屋台弁護士1（2005年） - 一文字泰輔 役
- 大人は判ってくれない
- おばはん刑事!流石姫子6
- オヤジぃ。
- 女弁護士水島由里子の危険な事件ファイル1
- 彼女たちのクリスマス
- 仮面ライダーシリーズ
  - 仮面ライダーBLACK 第31話 - バス運転手
  - 仮面ライダー響鬼 - 医師
  - 仮面ライダーキバ - 医師
  - 仮面ライダードライブ（2015年） - 松井警視監
- カラマーゾフの兄弟
- 可愛いだけじゃダメかしら? 第9話（1999年3月8日、テレビ朝日）
- 監察医・室生亜季子36
- 官僚たちの夏 - 野党議員
- 菊亭八百善の人びと
- 気象予報士・大沢富士子の事件ファイル - プロデューサー
- 傷だらけの女
- 奇跡の人
- きっとしあわせ
- 協奏曲
- 霧の疑惑 水曜日の妻たち 熱海殺人事件
- 禁じられた遊び
- 車椅子の弁護士・水島威8
- 黒い春
- ケイゾク（コメンテーター）
- 警部補 佃次郎14（2002年） - 中島店長 役
- 結婚相手は抽選で - 杉山
- 憲法はまだか
- 恋におちたら〜僕の成功の秘密〜 - 緑川敬一 役
- 恋は戦い!
- 恋人も濡れる街角 URBAN LOVE STORY
- 交渉人 遠野麻衣子・最後の事件
- 幸福の王子
- ココだけの話
- 孤独の賭け〜愛しき人よ〜
- 怖くて不思議な話
- 今週、妻が浮気します
- 最後から二番目の恋 第1期
- 最後の張り込み
- 再生巨流
- 催眠
- さすらい刑事旅情編V
- サプリ
- ザ・決断スペシャル 命の報道ドラマ
- さよなら、小津先生
- サラリーマン金太郎2
- サラリーマン刑事2
- 3時のおやつ
- CO 移植コーディネーター
- 事件12（2006年） - 弓丘勇一 役
- 時効警察
- 終着駅シリーズ16（2003年） - 別所清彦 役
- 14ヶ月〜妻が子供に還っていく〜
- 受験の神様
- 純情きらり
- 女帝 SUPER QUEEN
- ショムニ2 - 経理課長
- 新・警視庁捜査一課9係 season3 - 小川
- 人生は上々だ
- スウィート・ホーム
- スーパー戦隊シリーズ
  - 五星戦隊ダイレンジャー（1993年） - 父親
  - 未来戦隊タイムレンジャー（2000年） - ホテル支配人
- 末っ子長男姉三人
- スクール!! - 会議の男
- 少しは、恩返しができたかな
- スタアの恋
- STAR'S ECHO あなたに逢いたくて
- スタートライン〜涙のスプリンター〜
- スチュワーデス刑事1
- 聖者の行進
- 聖断 - 外務省幹部
- 税務調査官・窓際太郎の事件簿18 - 医師
- 絶対正義 - 校長先生
- 捜査一課・澤村慶司1 - 柏原一光 役
- 総理と呼ばないで
- そして、友だち
- だいすき!!
- 太陽の季節
- ダイヤモンドガール
- 武田信玄 - 後閑信純 役
- たったひとつの恋
- ダブル・キッチン
- 小さな運転士 最後の夢
- 血の轍
- 冷たい月
- TAKE FIVE〜俺たちは愛を盗めるか〜 - 火岡均の父 役
- 鉄板少女アカネ!!
- 天才てれびくん アハハ! 〜ホントのやさしさって何?〜
- 電光超人グリッドマン 第28話「神かくし! ゆかが消えた!!」（1993年） - 通行人A
- to Heart 〜恋して死にたい〜
- TOKYOエアポート〜東京空港管制保安部〜
- Doctor-X 外科医・大門未知子2
- Dr.検事モロハシ
- 特命!刑事どん亀
- 特急田中3号
- トップスチュワーデス物語
- ドラゴン桜
- ドン★キホーテ - 教頭
- 流れ板七人
- 七曲署捜査一係'97
- なるようになるさ。シーズン1 - 校長
- 任侠ヘルパー
- にんげんだもの〜相田みつを物語〜
- バーチャルガール
- ハードナッツ! 〜数学girlの恋する事件簿〜 - 大川
- はいすくーる落書
- ハガネの女 season1
- はぐれ刑事純情派 第13シリーズ（2000年） - 荒木六郎 役
- 87% - 私の五年生存率
- バツイチ駆け込み尼寺探偵局
- ハチワンダイバー
- Happy!
- ハッピー 愛と感動の物語 第1作 - 医者
- 鳩のいる風景
- 花村大介
- パパとムスメの7日間（2007年） - 大久保圭介 役
- ハングマンGOGO
- OLにっぽん（2008年） - 赤峰社長 役
- パンドラ
- 美女か野獣（2003年） - 中村太郎知事 役
- ビッグマネー!〜浮世の沙汰は株しだい〜
- ひとりぼっちの君に
- ひまわり
- 百年の物語
- Pure Soul〜君が僕を忘れても〜
- First Love
- FACE MAKER - 竹中社長
- 復讐法廷
- PRICELESS〜あるわけねぇだろ、んなもん!〜
- ブラックジャックによろしく
- プロデューサーになりたい
- 平成夫婦茶碗〜ドケチの花道〜
- 蛇のひと
- 弁護士高見沢響子5 - 森村
- 法医学教室の事件ファイル34
- 放送記者物語 - 代議士秘書
- ぼくの妹
- ぼくの魔法使い
- 星新一ミステリーSP - 管理人
- ホテリアー
- 魔女の条件 - 融資課長
- 町医者ジャンボ!! - 医道審議会委員
- マッチポイント! 女が勝負をかける時
- 真夏のメリークリスマス - 外科医長
- 三菱自動車「リコール隠し」の真実
- 南くんの恋人 第3期
- みのもんたの人生相談デカ 〜おもいッきりテレビ殺人事件〜
- ムコ殿 - レストラン支配人
- メタルヒーローシリーズ
  - 重甲ビーファイター第12話（1995年） - 合成獣ナマケルゲの人間体
  - ビーロボカブタック第46話（1998年） - 医師
- 喪服のランデヴー
- モラルリスク調査員・10分間で死ぬ!
- 森村誠一サスペンスシリーズ2 - 医者
- モンスターペアレント（2008年） - 三木校長
- YASHA-夜叉-
- ヤスコとケンジ - 椿物産の役員
- 屋台弁護士1 - 一文字泰輔 役
- やまとなでしこ - 三井クラブ会員、式場担当者
  - やまとなでしこ総集編 - 結婚式場担当者
- 闇のパープル・アイ
- 誘拐 KIDNAPPING
- 夢で逢いましょう
- 世にも奇妙な物語
- 嫁はミツボシ。
- ラストメール2〜いちじく白書〜
- リアル・クローズ - 山内達也の上司
- リーガル・ハイ
  - リーガルハイ
- 輪舞曲 - ホテル副社長
- 私を旅館に連れてって
- CRISIS 公安機動捜査隊特捜班（2017年） - 岡本史明 役
- 櫻子さんの足下には死体が埋まっている（2017年） - 執事・金沢 役
- 世にも奇妙な物語 2017年 深夜の特別編（2017年） - 嵐龍之介 役
- 宮本から君へ（2018年） - 飯塚部長 役
- 不発弾 (小説)（2018年） - 大倉裕之（専務） 役
- リカ (小説)（2019年） - 内田医師 役

### Vシネマ
- 首領への道 - 黒岩コンツェルン幹部

### CM
- 月桂冠 ザ・カップ